# Informacijsko društvo
Informacijsko društvo je društvo u kojim je stvaranje, distribucija, rasprostranje, korištenje, integracija i manipulacija informacija značajna ekonomska, politička i kulturna djelatnost. 
Specifične za tu vrstu društva je središnji položaj informacijske tehnologije na području proizvodnje, gospodarstva, i društva u cjelini. 
Informacijsko društvo se smatra nasljednikom industrijskog društva. Kao srodne koncepcije se spominju post-industrijsko društvo, post-fordizam, društvo znanja, telematičko društvo, informacijska revolucija i umreženo društvo.
Informacijska i komunikacijska tehnologija ima utjecaj na promjenu način života pojedinca i društvene zajednice.

## Vanjske poveznice
- MZOŠ  Arhivirana inačica izvorne stranice od 29. kolovoza 2009. (Wayback Machine)
- Vjesnik